# Косано Белбо
Коса̀но Бѐлбо (на италиански: Cossano Belbo; на пиемонтски: Cossan an Belb, Косан ан Белб) е село и община в Северна Италия, провинция Кунео, регион Пиемонт. Разположено е на 244 m надморска височина. Населението на общината е 1042 души (към 2010 г.).